# Kluiverboom

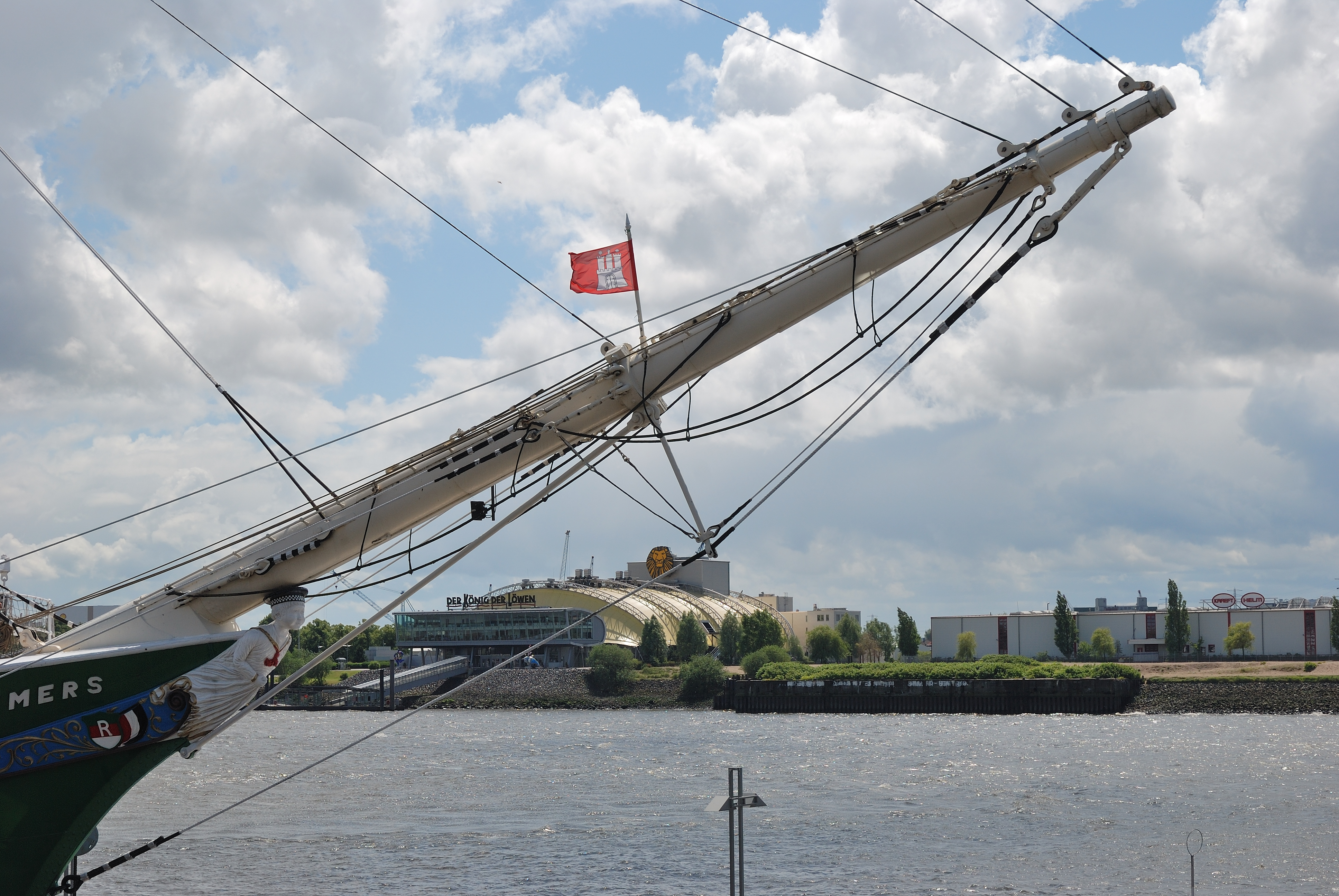
Foto van een kluiverboom

De kluiverboom is, in scheepstaal, een wegneembare boegspriet, waarop de kluiver kan worden gevoerd. Bij schepen met een vaste boegspriet is de kluiverboom een verlenging van die boegspriet.
Op de grote traditionele zeilschepen was de top van de kluiverboom tevens het aangrijpingspunt voor de voorbramstengestag, die de voorbramsteng, een verlenging van de fokkemast, op zijn plaats hield. In dat geval moest de kluiverboom stevig verankerd worden, dit gebeurde middels een stampstok en geien, eventueel met een tweede waterstag (zie ook boegspriet, voor een diagram van de verstaging van boegspriet en kluiverboom).
Op de moderne langsgetuigde schepen wordt de kluiverboom vrijwel nooit meer ingezet, hoewel de genaker (een asymmetrisch type spinaker) steeds meer in zwang komt; deze wordt gevoerd op een uitschuifbaar soort kluiverboom. 
Op sommige kleinere traditionele scheepstypes, zoals botters, wordt de kluiverboom onverstaagd gevoerd. De boom moet dan van zichzelf voldoende sterk zijn om de krachten van de kluiver te kunnen opvangen.
Bij zeilwedstrijden vormen kluiverbomen een berucht risico bij bijvoorbeeld boeirondingen. Een rondmaaiende kluiverboom kan enorme schade aanrichten in de tuigage van andere deelnemers.